# 1984年夏季奥林匹克运动会巴巴多斯代表团
1984年夏季奥林匹克运动会巴巴多斯代表团是巴巴多斯派出的1984年夏季奥林匹克运动会代表团。